# Johann Michael Klein
Johann Michael Klein (* 1692 in Ottobeuren; † 17. Dezember 1767 ebenda) war ein deutscher Zimmermeister. Er schuf 1753 den Dachstuhl der Basilika St. Alexander und Theodor im oberschwäbischen Ottobeuren. Der Dachstuhl gehört zu den großen Meisterwerken der barocken Zimmermannskunst und wird noch heute für Studien benutzt.
Klein hinterließ eine Inschriftentafel:
Dis Gottshaus is aufgericht

in Ehr und Nam Jesu Christ

Durch Johann Michael Klein

Hofzimmermeister ganz allein.

Bürgerm, Untertan

Ding mich nit misch

als was mein Handwerk bringet mit.

Lese einer kurz oder lang

so wünsch er mir das himmlische Vaterland 1753.